# Hazredž
Hazredž (Banu Khazraj, Banu al-Khazraj; ar. بنو الخزرج), jedno od arapskih plemena koje se uz pleme Evs spominje da su u 1 godini Hidžre, među ostalim arapskim plemenima kao i Židovima,  živjela u Medini.
Evs i Hazredž bijahu porijeklom od dva brata po kojima su imenovani. U bratoubilačkom ratu Hazredži su se povezali sa Židovima, a Evsi s plemenom Kurejš (سورة قريش) iz Meke. Hazredži koji su bili pobijedili u ratu (bitka na Bedru) izabrali su si za kralja Abdullah ibn Ubejj ibn Sellula, kojega nisu prihvaćali ni protivnici bratoubilačkog rata u plemenu Hazredž. U to vrijeme ovi Arapi još nisu primili islam, a plemena Evs i Hazredž pomirila su se tek njegovim prihvaćanjem. 

## Vanjske poveznice
- Pripreme za Hidžru, doc. dr. Safvet Halilović